# 高山正雄
高山 正雄（たかやま まさお、1871年6月24日（明治4年5月7日） - 1944年（昭和19年）10月10日）は、日本の法医学者。

## 来歴
1871年（明治4年）、伊那県信濃国筑摩郡長畝村（旧天領、現塩尻市）に出生。医学博士、法医学の先駆者として、裏指紋の研究・立証等で活躍。長崎医科大学の学長(4代目)や九州帝国大学総長（5代目）等を歴任。1944年（昭和19年）10月10日、福岡県福岡市にて死去、享年74。墓所は染井霊園。位階として正三位が、叙勲として勲二等旭日重光章授与。　

## エピソード
- 早稲田大学教授でフランス文学の先駆者の吉江喬松とは従兄弟。塩尻市長畝の吉江喬松生家隣が高山正雄生家、赤門の入口に功績を記した石碑が建立されている。長野県道63号松本塩尻線（通称:五千石街道）沿いにあり、吉江喬松と共に地元の地図等にも掲載されている。
- 元々吉江姓:「吉江正雄」であったが、27歳の時に母方の養子となり「高山正雄」となる。
- 妻は中濱万次郎（ジョン万次郎）の初孫:中濱いと（中濱絲子）。
- 夢野久作の小説「ドグラ・マグラ」の登場人物である若林博士（法医学）のモデルとされている。
- 頭の冴えた美男子で質素な生活をしていたため、弟子たちは「色白で鼻筋通り金がなし」の川柳に例えていたという。
- 「頭脳明晰かつ清廉潔白、とても真面目な人柄」と九州(帝国)大学内資料に評された記録が残されている。その人柄と手腕をかわれ、当時長崎医大での汚職事件や、九州帝国大学内での事件の後処理に尽くした。
- 1927年には小笛事件の法医鑑定を担当した[1]。

## 略歴
- 1871年（明治4年） - 伊那県信濃国筑摩郡長畝村(現:塩尻市長畝)にて出生。
- 1887年（明治10年）6月 - 松本の開智学校へ入学。
- 1897年（明治30年）9月 - 東京帝国大学医学部卒業（銀時計授与）
- 1898年（明治31年）1月 - 第四高等学校（医学部）教授（発令:文部省）
- 1899年（明治32年）4月 - 東京帝国大学医科大学 助教授（発令:内閣総理大臣）
- 1903年（明治36年）6月－1906年（明治39年）8月 - 法医学研究のため、ドイツへ留学（発令:文部省）
- 1903年（明治36年）12月 - 京都帝国大学・福岡医科大学助教授（発令:文部省）
- 1906年（明治39年）8月 - 京都帝国大学・福岡医科大学 教授（発令:内閣総理大臣）法医学講座主任
- 1911年（明治44年）6月 - 九州帝国大学医科大学 教授（発令:内閣総理大臣）法医学講座主任
- 1914年（大正3年）6月 - 勲五等瑞宝章（発令:賞勲局）
- 1915年（大正4年）10月 - 勲四等瑞宝章（発令:賞勲局）
- 1919年（大正8年）1月 - 九州帝国大学医科大学長（発令:文部省）
- 1919年（大正8年）10月 - 勲三等瑞宝章（発令:賞勲局）
- 1926年（大正15年）11月 - 勲二等瑞宝章（発令:賞勲局）
- 1931年（昭和6年）8月 - 九州帝国大学名誉教授（発令:内閣総理大臣）
- 1934年（昭和9年）2月 - 長崎医科大学長:4代目（発令:内閣総理大臣）
- 1936年（昭和11年）7月 - 九州帝国大学総長:5代目（発令:内閣総理大臣）
- 1944年（昭和19年）10月10日 - 福岡県福岡市内において死去、74歳没。

## 栄典
- 1919年（大正8年）1月10日 - 従四位[2]